# Expédition 40 (ISS)
Insigne de la mission
Équipage de l'expédition 40
Chronologie
Expédition 39  Expédition 41 
L'Expédition 40 est la 40e mission de longue-durée à la station spatiale internationale (ISS). 

## Équipage
| Position           | Première Partie (mai 2014)              | Seconde Partie (mai 2014 à septembre 2014) |                                     |
| ------------------ | --------------------------------------- | ------------------------------------------ | ----------------------------------- |
| Commandant         | Steven Swanson, NASA 3e vol spatial     | Steven Swanson, NASA 3e vol spatial        |                                     |
| Ingénieur de vol 1 | Aleksandr Skvortsov, RSA 2e vol spatial | Aleksandr Skvortsov, RSA 2e vol spatial    |                                     |
| Ingénieur de vol 2 | Oleg Artemiev, RSA 1er vol spatial      | Oleg Artemiev, RSA 1er vol spatial         |                                     |
| Ingénieur de vol 3 |                                         | Gregory Reid Wiseman, NASA 1er vol spatial |                                     |
| Ingénieur de vol 4 |                                         | Maxime Souraïev, RSA 2e vol spatial        | Maxime Souraïev, RSA 2e vol spatial |
| Ingénieur de vol 5 |                                         | Alexander Gerst, ESA 1er vol spatial       |                                     |

## Déroulement de l'expédition

### Sorties extravéhiculaires
- 19 juin : Alexander Skvortsov et Oleg Artemiev installent une antenne utilisée par le système de commande et de télémétrie russe, déplace l'expérience Obstanovka  qui mesure les flux de particules chargées et de plasma, vérifient l'installation de la plateforme de travail universelle URM-D, prélèvent des échantillons des hublots de Zvezda et éjectent la structure d'une expérience (durée : 7 h 23 min)[2].
- 18 aout : Alexander Skvortsov et Oleg Artemiev larguent le CubeSat Chasqui-1 dans l'espace, installent les expériences  EXPOSE-R2 biological et Plume Impingement and Deposit Monitoring unit), récupèrent des expériences (panneaux d'exposition de matériaux Vinoslivost, expérience biologique Biorisk), remplacent une cassette de l'expérience et fixent une rampe sur un antenne (durée : 5 h 11 min)[3].